# Vieille Académie de musique
La vieille Académie de musique (en hongrois : régi Zeneakadémia) est un édifice situé dans le 6e arrondissement de Budapest.